# Wiradech Kothny

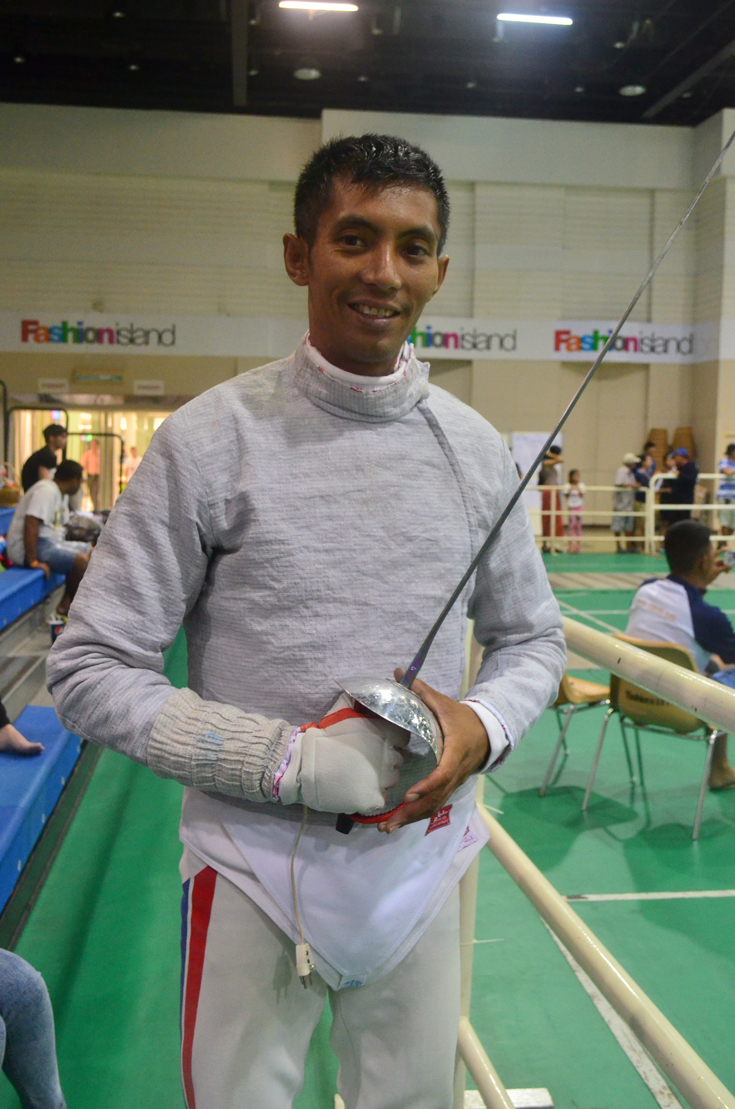
Wiradech Kothny

Wiradech „Willi“ Kothny (thailändisch: วีระเดช โค๊ธนี; * 10. Mai 1979 in Kanchanaburi, Thailand) ist ein ehemaliger thailändisch-deutscher Fechter, der bei den Olympischen Spielen 2000 zwei Bronzemedaillen für Deutschland gewann.

## Privates
Wiradech Kothny wurde im thailändischen Kanchanaburi geboren. Nachdem seine Mutter 1982 den deutschen Bundeswehrmajor und späteren SWR-Journalisten Erik Kothny heiratete, wurde Kothny von diesem adoptiert. Dadurch erhielt er die deutsche Staatsangehörigkeit. Nach der Adoption wuchs Wiradech in Oeffingen und Koblenz auf, wo er bei der Coblenzer Turngesellschaft (CTG) mit dem Fechtsport begann.
Wiradech studiert seit 2002 an der Bangkok University International College Kommunikationswissenschaften. Im gleichen Jahr heiratete er und nahm die thailändische Staatsbürgerschaft an. Im Jahr 2005 wurde er zum ersten Mal Vater.

## Karriere
Kothny wurde 1999 Fechteuropameister; schon zuvor errang er den Titel des Juniorenweltmeisters. Seinen größten Erfolg erreichte er bei den Olympischen Spielen 2000 in Sydney, wo er für Deutschland mit dem Säbel sowohl im Einzelwettbewerb als auch mit der Mannschaft jeweils eine Bronzemedaille gewann.
Bei der olympischen Siegerehrung zog er Ersatzmann Eero Lehmann mit auf das Podest und schenkte ihm seine Bronzemedaille im Mannschaftskampf. Dafür wurde er von der ARD mit dem „Fair-Play-Preis“ ausgezeichnet, später erhielt er vom Bundespräsidenten das „Silberne Lorbeerblatt“.
Nach seinem Wechsel zum thailändischen Verband errang er den Titel des Asienmeisters und belegte bei den Olympischen Spielen 2004 und 2008 die Plätze 13 und 25. Nach den Spielen in Peking beendete Kothny 2008 seine Fechtkarriere.

## Engagement
Zwei Tage nach der Tsunami-Katastrophe am 26. Dezember 2004 flog Kothny nach Phuket, um Touristen zu helfen und Tote zu bergen. Später unterstützte er als Beauftragter der Deutschen Botschaft die Rettungsstaffel I.S.A.R. aus Duisburg bei der Suche nach Verschütteten.
Kothny initiierte anschließend ein Hilfsprojekt in Thailand. Dafür wurde in Deutschland der Verein „Willi hilft e. V.“ gegründet, der Geldspenden sammelt, um die Aufbauarbeit in Ban Bang Sak, Khao Lak, Südthailand, zu finanzieren. Der Aufbau des völlig zerstörten Fischerdorfes begann eine Woche nach der Todesflut, auch Widerstände thailändischer Behörden waren dabei zu überwinden. Nur drei Monate später konnten den Bewohnern von Ban Bang Sak 30 schlüsselfertige Häuser übergeben werden, 20 weitere kamen später hinzu. Dem Projekt „Willi hilft“ schlossen sich etwa 100 Bürger aus 15 Nationen an. 500.000 Euro Spendengelder bildeten die finanzielle Grundlage eines Projektes, das schnell zu einem Vorzeigeobjekt der Deutschen Botschaft avancierte. Als das Geld am Ende nicht reichte, legte er 10.000 Euro Medaillen-Preisgeld aus den Asienspielen drauf.
Gleichzeitig setzte sich Kothny für die Belange unterprivilegierter Seenomaden („Sea-Gypsies“) ein, indem er erfolgreich gegen den Bauplatz eines von der deutschen Regierung finanzierten Krankenhauses protestierte. Für das Prestigeobjekt sollten Seenomaden von ihrem angestammten Wohngebiet vertrieben werden. Eine Delegation der Deutschen Botschaft ließ den Bauplatz des Hospitals verlegen.
Für sein Engagement wurde der Fechter von thailändischen Journalisten zum „Sportsman of the Year“ gewählt und vom SWR zur Sendung „Menschen des Jahres“ eingeladen.
Später organisierte Kothny die weitere Zukunft des Dorfes: Durch Bootsbau, Resort, Baustofffirma und Kunsthandwerk sollen die Einwohner von Ban Bang Sak eine Existenzgrundlage erhalten. In einer Schule werden lernschwache Kinder gefördert.
Für sein soziales Engagement wurde Willi von der Stiftung „Philippas Engel“ ausgezeichnet. In Koblenz trug er sich ins „Goldene Buch der Stadt“ ein, erhielt vom Ministerpräsidenten des Landes Rheinland-Pfalz Kurt Beck „in Würdigung der Verdienste um die Katastrophenhilfe“ die „Tsunami Medaille“, und wurde vom thailändischen Außenminister mit dem Award „Guter Samariter“ geehrt.